# One Breath
One Breath je druhé studiové album anglické zpěvačky Anny Calvi. Vydáno bylo 7. října roku 2013 společností Domino Records. Nahráno bylo ve Francii a jeho producentem byl John Congleton. Ten zároveň provedl finální mixing alba, který proběhl v Texasu. První píseň z alba, která byla zveřejněna dne 19. srpna 2013 na BBC, se jmenuje „Eliza“. Album bylo neúspěšně nominováno na cenu Mercury Prize.

## Seznam skladeb
Autorkou všech skladeb je Anna Calvi.
1. Suddenly – 3:34
2. Eliza – 3:38
3. Piece by Piece – 3:16
4. Cry – 2:54
5. Sing to Me – 4:01
6. Tristan – 2:42
7. One Breath – 4:43
8. Love of My Life – 3:06
9. Carry Me Over – 5:27
10. Bleed Into Me – 3:41
11. The Bridge – 2:08

## Obsazení
- Anna Calvi – zpěv, kytara, vibrafon, aranžmá
- Jordan Geiger – baskytara
- Buffi Jacobs – violoncello
- Valorie Falge – violoncello
- Daniel Maiden Wood – bicí, doprovodné vokály, perkuse, marimba
- Mally Harpaz – marimba, vibrafon, harmonium, dulcimer
- John Baggot – syntezátor, varhany, klavír, preparovaný klavír
- Dmitry Kustanovich – viola
- Kristi Swanson – viola
- Lisa Marie Vana – housle
- Jennifer Sweetman – housle
- Hayden Oliver – housle
- Arthur Busby – housle
- Fiona Brice – aranžmá, dirigentka